# Адам Махадмех
Адам Мохаммад Махадмех (араб. ادهم المخادمة, нар. 1986) — йорданський футбольний арбітр, є арбітром ФІФА з 2013 року.

## Кар'єра
Обслуговував перший фінальний матч Ліги чемпіонів АФК 2017 року. Був одним з арбітрів Кубка Азії 2019 року, де відсудив матч-відкриття між господарями, збірною ОАЕ та Бахрейном (1:1).
У травні-червні 2019 обслуговував матчі молодіжного чемпіонату світу в Польщі.